# Carlos Esquivel
Carlos Esquivel Silva (ur. 10 kwietnia 1982 w Tlalpujahui) – meksykański piłkarz występujący na pozycji prawego skrzydłowego, obecnie zawodnik Toluki.

## Kariera klubowa
Esquivel jest wychowankiem zespołu Deportivo Toluca, lecz jeszcze zanim został włączony do seniorskiej drużyny, występował przez dwa lata w drugoligowych rezerwach tego klubu – Atlético Mexiquense. Do treningów pierwszej ekipy Toluki dołączył dopiero w wieku dwudziestu trzech lat za kadencji argentyńskiego szkoleniowca Américo Gallego i w meksykańskiej Primera División zadebiutował 30 lipca 2005 w zremisowanym 0:0 spotkaniu z Necaxą. Premierowego gola w najwyższej klasie rozgrywkowej strzelił natomiast 13 sierpnia tego samego roku w wygranej 3:2 konfrontacji z Veracruz i już w swoim debiutanckim, jesiennym sezonie Apertura 2005 wywalczył ze swoim zespołem tytuł mistrza Meksyku. Bezpośrednio po tym sukcesie został podstawowym graczem drużyny; w jesiennych rozgrywkach Apertura 2006 zanotował z Tolucą wicemistrzostwo kraju, zdobył krajowy superpuchar – Campeón de Campeones, a także dotarł do finału najbardziej prestiżowych rozgrywek północnoamerykańskiego kontynentu – Pucharu Mistrzów CONCACAF.
Wiosną 2008 Esquivel został wypożyczony do drużyny Tigres UANL z siedzibą w Monterrey, gdzie spędził pół roku głównie w roli rezerwowego, nie odnosząc większych sukcesów. Po powrocie do Toluki od razu wywalczył sobie niepodważalną pozycję w jedenastce, będąc fundamentalnym ogniwem zespołu podczas kolejnych, obfitujących w sukcesy sezonów. W rozgrywkach Apertura 2008 po raz drugi został mistrzem Meksyku i sukces ten powtórzył z ekipą prowadzoną przez José Manuela de la Torre również w wiosennym sezonie Bicentenario 2010. W jesiennych rozgrywkach Apertura 2012 zdobył swój drugi tytuł wicemistrzowski, zaś w 2014 roku powtórzył osiągnięcie sprzed ośmiu lat i ponownie doszedł do finału Ligi Mistrzów CONCACAF.
| Sezon     | Klub                | Kraj   | Rozgrywki  | Mecze | Bramki |
| --------- | ------------------- | ------ | ---------- | ----- | ------ |
| 2003/2004 | Atlético Mexiquense | Meksyk | Ascenso MX | 22    | 2      |
| 2004/2005 | Atlético Mexiquense | Meksyk | Ascenso MX | 39    | 2      |
| 2005/2006 | Deportivo Toluca    | Meksyk | Liga MX    | 40    | 8      |
| 2006/2007 | Deportivo Toluca    | Meksyk | Liga MX    | 36    | 4      |
| 2007/2008 | Deportivo Toluca    | Meksyk | Liga MX    | 15    | 0      |
| 2007/2008 | Tigres UANL         | Meksyk | Liga MX    | 11    | 2      |
| 2008/2009 | Deportivo Toluca    | Meksyk | Liga MX    | 39    | 3      |
| 2009/2010 | Deportivo Toluca    | Meksyk | Liga MX    | 42    | 9      |
| 2010/2011 | Deportivo Toluca    | Meksyk | Liga MX    | 32    | 2      |
| 2011/2012 | Deportivo Toluca    | Meksyk | Liga MX    | 34    | 3      |
| 2012/2013 | Deportivo Toluca    | Meksyk | Liga MX    | 39    | 1      |
| 2013/2014 | Deportivo Toluca    | Meksyk | Liga MX    | 32    | 3      |
| 2014/2015 | Deportivo Toluca    | Meksyk | Liga MX    | 33    | 2      |
| 2015/2016 | Deportivo Toluca    | Meksyk | Liga MX    |       |        |

## Kariera reprezentacyjna
W seniorskiej reprezentacji Meksyku Esquivel zadebiutował za kadencji szwedzkiego selekcjonera Svena-Görana Erikssona, 24 września 2008 w przegranym 0:1 meczu towarzyskim z Chile. W 2009 roku został powołany przez Javiera Aguirre na Złoty Puchar CONCACAF, gdzie pełnił głównie funkcję rezerwowego zespołu, rozgrywając cztery z sześciu spotkań (z czego dwa w pierwszym składzie), zaś jego kadra triumfowała ostatecznie w tych rozgrywkach po pokonaniu w finale USA (5:0). Wziął także udział w zakończonych powodzeniem dla jego drużyny eliminacjach do Mistrzostw Świata 2010, podczas których zanotował jednak tylko jeden występ i nie znalazł się ostatecznie w składzie na mundial. Bezpośrednio po tym przez sześć lat nie otrzymał żadnego powołania do kadry i dopiero w 2015 roku znalazł się w ogłoszonym przez Miguela Herrerę składzie kadry na swój kolejny Złoty Puchar CONCACAF. Tam wystąpił we wszystkich sześciu spotkaniach, jednak we wszystkich w roli rezerwowego, zaś Meksykanie okazali się zwycięzcami turnieju, pokonując w decydującym spotkaniu Jamajkę (3:1). Premierowego gola w reprezentacji strzelił 4 września 2015 w zremisowanym 3:3 sparingu z Trynidadem i Tobago.